# Comuna Kuznețivka, Rozivka
Kuznețivka (în ucraineană Кузнецівка) este o comună în raionul Rozivka, regiunea Zaporijjea, Ucraina, formată din satele Bahativka, Kuznețivka (reședința) și Zoreane.

## Demografie
Componența lingvistică a comunei Kuznețivka
     Ucraineană (86,16%)
     Rusă (13,4%)
     Alte limbi (0,44%)
Conform recensământului din 2001, majoritatea populației comunei Kuznețivka era vorbitoare de ucraineană (86,16%), existând în minoritate și vorbitori de rusă (13,4%).